# 濱田俊郎
濱田 俊郎（はまだ としろう、1946年（昭和21年） - 2007年（平成19年）4月19日）は、日本の弁護士であり、小説家である。最高裁判所司法研修所教官、電通監査役、金融審議会専門委員を務めた。岡山県勝央町出身。

## 経歴

### 生い立ち
1946年（昭和21年）に岡山県勝田郡勝央町に生まれる。1960年（昭和35年）濱田が中学2年生のときに、家族で岡山県高梁市へ移住する。その後、地元の岡山県立高梁高等学校へ入学し、同期には、JR北海道社長をつとめた小池明夫、画家の平松利昭が親友としていた。また、2個下には、後に東芝の副社長となる田井一郎もいる。
濱田は高校時代を振り返って、高校の校則は非常に厳しく、外食や映画鑑賞も制限されていた。しかし、そのような厳しい校則の中で、同級生である神埼光也と一緒に秘密で映画館に行ったり、熱いラーメンを食べながらちょっとしたスリルを楽しんだことが、特に印象深いと述べている。
また、期末試験の前日、友人たちと高梁川で暗くなるまでハエ釣りをして過ごし、試験準備を放棄していたことも、若気の至りとして記憶に残っていた。あるときには、同級生の小池明夫の家で、何人かで炬燵に入りながら人生について熱く議論を交わしたこともあった。1966年（昭和41年）に濱田は、高梁高校を卒業し、東京大学文科一類へ入学した。その後、法学部へ進み、1970年（昭和45年）に卒業した。

### 弁護士として
東大卒業後、1973年（昭和48年）濱田は弁護士として、第二東京弁護士会へ所属した。また、第二東京弁護士会で会長を務めた大室亮一、山田璋らは高梁にゆかりのある弁護士であり、親交があった。初代人権擁護局長を務めた大室は同じ岡山県立高梁高校出身、山田は高梁の備中松山藩出身・山田方谷の子孫であった。その後、東京で弁護士事務所を開設し、主に金融法務分野を得意とする弁護士として活躍した。
特に、金融庁の金融審議会金融分科会のWGへ参加し、「信託業のあり方に関する中間報告書」や「信託法改正に伴う信託業法の見直しについて」等で弁護士の立場から意見を述べている。この他にも、最高裁判所司法研修所教官に任命され、司法界の後輩の育成に力をいれた。また、電通の監査役、金融審議会専門委員を歴任した。

### 小説家として
濱田が弁護士業で成功をおさめていた頃、40歳を過ぎて高校の同級生である平松利昭とのお酒の席で、将来は、小説家として後世に作品を残したいと語っていた。また、画家であった平松について、「平松は画家であり、自分の描いた作品が後世に残るが、俺（濱田）は、どんなに良い仕事をしても月日が経つと忘れられてしまう。情けない。でも、書く材料は一杯あるんだ」と同級生の平松に語っていた。
濱田が57歳を過ぎた頃、突然体調を崩し、病院で精密検査を受けた結果、白血病と診断された。大変ショックを受けたが、濱田本人は、骨髄移植を拒否。残された人生を有意義に過ごしたいと、東大病院で治療を続けていた。そして、本来やりたかった仕事である小説家として、故郷高梁の思い出を書いたのが『水のごとく 備中松山藩水谷家物語』の小説であり、ペンネームは酒井篤彦で初出版した。また、同小説の表紙絵は、故郷の同級生である画家の平松が制作した。同小説は、2005年（平成17年）10月に出版されている。
自身の2作目となった『炎の如く 備前贋銀事件始末』では、熊沢蕃山等の陽明学の思想を分析した小説を出版している。親友である平松には、「もう五作目まで出来ているんだ」と語っていた。そんな折、 2007年4月19日、白血病により死去。享年61歳であった。遺作として、『菜の花の如く 信州須坂藩豪商田中本家物語』が2007年7月30日に出版された。

## エピソード
濱田は、最高裁判所からの依頼を受けて、教官となり、弁護士と検事の卵へ教えていた。教え子の中には、後に有名になった弁護士や検事も多かった。教え子の一人にダグラス・Ｋ・フリーマンがいる。また、美食家でもあり、同郷の友人が東京へ来た際には、自身のお気に入りのお店へ連れて行き、気前よく奢っていた。濱田自身は蕎麦を好んで食していた。